# Jan Theodorus Constant Viruly
Jan Theodorus Constant Viruly (Gouda, 11 april 1860 - Leiden, 4 augustus 1917) was burgemeester van de voormalige Nederlandse gemeenten Haastrecht en Vlist en hoogheemraad van Rijnland.

## Leven en werk
Viruly was een zoon van de eigenaar van de Goudse zeepziederij "De Hamer" en Eerste Kamerlid Theodorus Pieter Viruly en van Aegidia Johanna Elizabeth Ledeboer. Hij studeerde rechten en promoveerde in 1886 aan de Universiteit Leiden op een proefschrift over het dagelijks bestuur van de gemeente. In 1892 werd hij benoemd tot burgemeester en secretaris van de gemeenten Haastrecht en Vlist.In 1901 werd hij in plaats van zijn vader benoemd tot hoofdingeland van Rijnland. Eind 1901 legde hij zijn functie als secretaris van Haastrecht en Vlist neer. In de loop van 1902 verkreeg hij ook eervol ontslag als burgemeester en verhuisde naar Leiden. In deze stad vervulde hij diverse maatschappelijke functies. Zo was hij dagelijks bestuurslid van de Leidse Spaarbank, bestuurslid van de Leidse Maatschappij van Weldadigheid en regent van de rijkswerkinrichting van vrouwen. In 1911 werd hij benoemd tot hoogheemraad van Rijnland. Hij was beoogd opvolger van de dijkgraaf van Rijnland, maar zijn gezondheidstoestand verhinderde dat hij deze functie zou vervullen. Op 4 augustus 1917, vlak nadat zijn herbenoeming tot hoogheemraad was gepubliceerd in de Staatscourant, overleed hij op 57-jarige leeftijd in zijn woonplaats Leiden.
Viruly trouwde op 11 juni 1891 met Emma Constance Roijer, telg uit het geslacht Roijer en dochter van notaris Jan Jacob Roijer en van Hermance Cornelia Johanna Ernestina barones Sloet tot Oldhuis.